# Уса (приток Волги)
Уса́ — река в Самарской области и Ульяновской области, правый приток Волги. Бассейн расположен в пределах Волжской возвышенности, лесостепной физико-географической области Русской равнины. Длина — 76 км. Водосборная площадь — 2240 км².

## География и гидрология
До наполнения Куйбышевского водохранилища Уса была значительно длиннее — по оценке института экологии Волжского бассейна, с Усинским заливом длина реки составляет 143 км, а площадь бассейна — 3390 км². Максимальная глубина — 3 м, скорость течения — 0,7 м/с. Высота истока — 280 м над уровнем моря.
Прозрачность воды составляет 60 см в среднем течении (у Верхнесуринска и 40 см в нижнем (в районе Междуреченска).
Берёт начало на Волжско-Свияжском водоразделе недалеко от посёлка Гремячий в Балашейском лесничестве Рачейского лесхоза от двух истоков-родников, образующих ручьи Большая и Малая Уса, с шириной русла 40—50 см.
Рельеф водосбора волнистый, местами пересечён крутыми и обрывистыми оврагами. Долина реки пойменная, шириной до 3—4 км. Склоны долины высотой 20—30 м пологие, супесчаные, рассечены оврагами, открытые. Высота правого склона составляет — 30—90 м, местами снижаясь до 10—20 м. Левый склон ниже — 10—30 м. В долине имеется множество родников.
Пойма — двусторонняя, (шириной 2,5—3 км), ровная: левобережная — заболочена, пересечена протоками, старицами, покрыта кустарником; правобережная — открытая, частично занята огородами и застроена, начинает затопляться при высоте уровня воды 310 см. Русло реки умеренно извилистое, слабодеформирующееся, зарастает водной растительностью. На расстоянии 23 км от устья наблюдается выход грунтовых вод. На расстоянии 22 км от устья река перекрыта земляной плотиной.
Средняя температура воды в реке колеблется от 2,1 °C в мае до 4,8 °C в октябре с максимальной температурой в июле — 18,7 °C.
Река активно используется для хозяйственного, бытового и сельскохозяйственного водоснабжения. Усинский залив судоходен: маршрут от Междуреченска до устья (20 км) входит в перечень водных путей РФ.
Экологами качество воды оценивается как «загрязнённая». Гидрохимический индекс загрязнения воды составляет 3,2, определяющий компонента загрязнения — железо.
В реке наблюдается около 25 видов донной фауны.

## Притоки
От устья к истоку:
- 26 км: Камышинская
- 33 км: Тереньгулька
- 41 км: Маза
- 57 км: Кока
- 61 км: Борла

## Этимология
Гидроним Уса широко распространен в России. Название может происходить от монг. ус (вода, река) или финно-угорского ус (приток, приточная река).